# Firefox OS
Firefox OS (nom clau: Boot to Gecko o B2G) és un sistema operatiu mòbil basat en el navegador de codi obert Firefox. És desenvolupat per Mozilla Corporation sota el suport d'altres empreses com Telefónica i una gran comunitat de voluntaris de tot el món. Aquest sistema operatiu està enfocat especialment en els dispositius mòbils inclosos els de gamma baixa.

## Història
Els antecedents del Firefox OS estaven relacionats amb el futur dels mòbils mitjançant conceptes. En el 2010, Billy May, de Mozilla Labs, va publicar un video sobre el mòbil del futur anomenat SeaBird inspirat en Android. Lamentablement, la fundació no tenia plans per distribuir-la malgrat les seves bones crítiques de la comunitat.
El projecte es va iniciar en el 2011 sota la direcció de l'expert de seguretat Andreas Gal. El pla era revolucionar el model enfocat en plataformes obertes de baixos recursos econòmics. Segons el blog especialitzat en tecnologia ALT 1040 es declara que quan els desenvolupadors van crear la biblioteca pdf.js, que visualitzava documents PDF mitjançant HTML5, van voler fer-ho de manera similar als sistemes operatius tradicionals.
Al juliol de 2012 es va canviar el nom a Firefox OS. El 21 d'octubre del mateix any, Mozilla estrena el Firefox Marketplace, una botiga en línia d'aplicacions per a Firefox OS, el llançament de les quals està projectat pel 2013.
El desembre de 2015 Mozilla anunciava que parava el desenvolupament de nous telèfons intel·ligents basats en el Firefox OS. El setembre de 2016 va anunciar el final definitiu del desenvolupament d'aquests sistema operatiu mòbil.

## Arquitectura

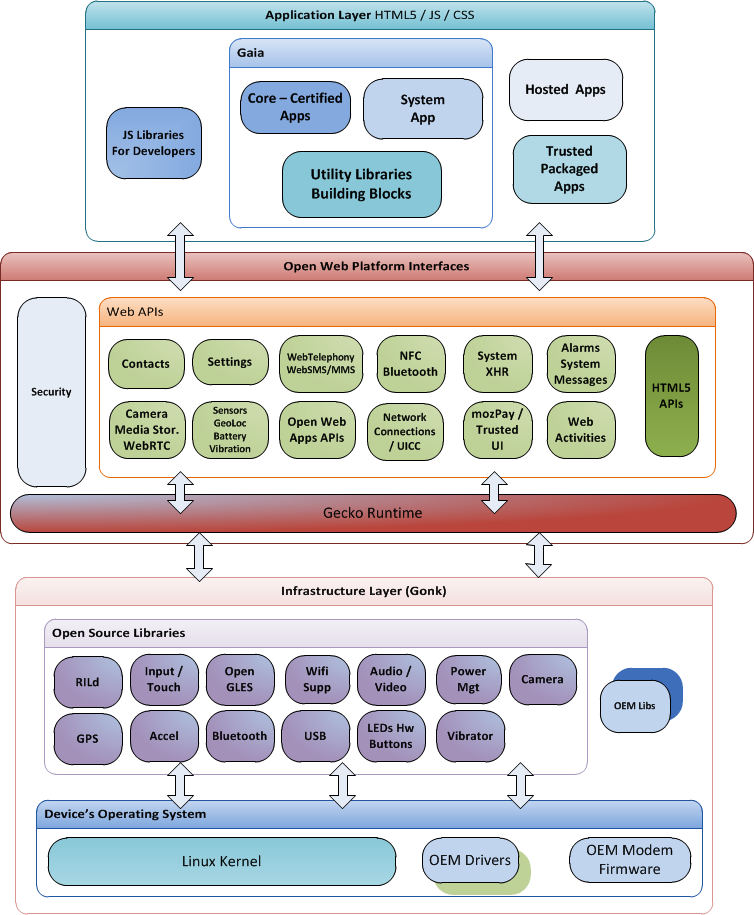
Diagrama de l'arquitectura Firefox OS

Cal destacar que l'arquitectura de FirefoxOS té tres components molt importants:
- Gonk: És el "sistema operatiu" de baix nivell de B2G. A grans trets, consisteix en un kernel Linux i una capa d'abstracció de maquinari.
- Gecko: Es pot dir que és l'entorn d'execució. En Gecko estan implementats els estàndards d'HTML, CSS i Javascript i permet que aquestes interfícies s'executin correctament en els diferents sistemes operatius. Això significa que Gecko consisteix en una sèrie de piles de gràfics, un motor de dibuixat, una màquina virtual per Javascript, entre altres coses.
- Gaia: És la interfície gràfica del sistema operatiu. Tot el que apareix en la pantalla des que B2G s'inicia, és part de Gaia. És a dir, les aplicacions com la pantalla de bloqueig, el marcador telefònic, l'aplicació de missatges de text, etc són part de Gaia. Aquesta interfície gràfica està escrita completament en HTML, CSS i Javascript.